# غوستافو ميليلا
غوستافو أدريان ميليلا (بالإسبانية: Gustavo Adrián Melella)‏ (من مواليد 2 ديسمبر 1970) هو سياسي أرجنتيني الذي شغل منصب رئيس بلدية ريو غراندي بين عامي 2011 و2019، وهو حاكم محافظة تييرا ديل فويغو، وتسلم مهام منصبه في ديسمبر/كانون الأول عام 2019. وهو أول حاكم مثلي الجنس علنا لمحافظة من محافظات الأرجنتين.

## النشأة
ولد ميليلا في سان خوستو، بوينس آيرس في عام 1970، ودرس في مدرسة ساليزبانية في ألماغرو. عندما كان عمره 26 عامًا، انتقل إلى ريو غراندي في محافظة تييرا ديل فويغو ليصبح محاضرًا في الفلسفة في مدرسة ساليسيان. في عام 2002 تم جعله رئيس الجامعة.

## المسيرة السياسية
من 2004 إلى 2005، عمل ميليلا مدير التنمية المحلية في حكومة بلدية ريو غراندي، ومن 2005 إلى 2011 شغل منصب وزير الإنتاج. في عام 2011 تم انتخابه رئيس بلدية ريو غراندي وأعيد انتخابه لمرة ثانية عام 2015.
تم انتخاب ميليلا حاكم تييرا ديل فويغو، وأنتاركتيكا وجزر جنوب المحيط الأطلسي في 16 يونيو 2019، حيث هزم الحاكمة الحالية روزانا بيرتوني في الجولة الأولى. سيتولى منصبه في ديسمبر 2019.

## الحياة الخاصة
ميليلا مثلي الجنس علنا. في مقابلة إذاعية في 18 يونيو 2019، كشف ميليلا عن كونه في علاقة مثلية منذ 16 عامًا.